# Tarkwiniusz Pyszny
Tarkwiniusz Pyszny, Lucius Tarquinius Superbus (żył na przełomie VI i V wieku p.n.e.) – według przyjętej tradycji siódmy i ostatni król rzymski pochodzenia etruskiego (535 p.n.e. – 509 p.n.e.). Syn lub wnuk Tarkwiniusza Starszego, ożeniony z córką Serwiusza – Tulią.

## Życiorys
Aby zdobyć władzę, ożenił się z królewską córką, ale szybko przekonał się, że jest ona bardziej lojalna względem ojca niż męża. Owdowiawszy Tarkwiniusz ożenił się ze swoją owdowiałą szwagierką. Prawdopodobnie brał udział w spisku i przyczynił się śmierci poprzedniego króla Serwiusza.
Wybudował na wzgórzu Kapitolu wielką świątynię w stylu etruskim, która stała się wzorem dla wszystkich późniejszych świątyń rzymskich; ustawiona była na podwyższeniu i zdobiona malowanymi dekoracjami z terakoty; czczona w niej była triada bóstw: Jupiter (posąg wykonał słynny etruski rzeźbiarz Wulka), Minerwa i Junona. Walczył z ludem Wolsków. Sprawował rządy despotyczne. Jego obalenie opisuje Tytus Liwiusz w zakończeniu I księgi Ab Urbe condita łącząc fakty historyczne z legendami.

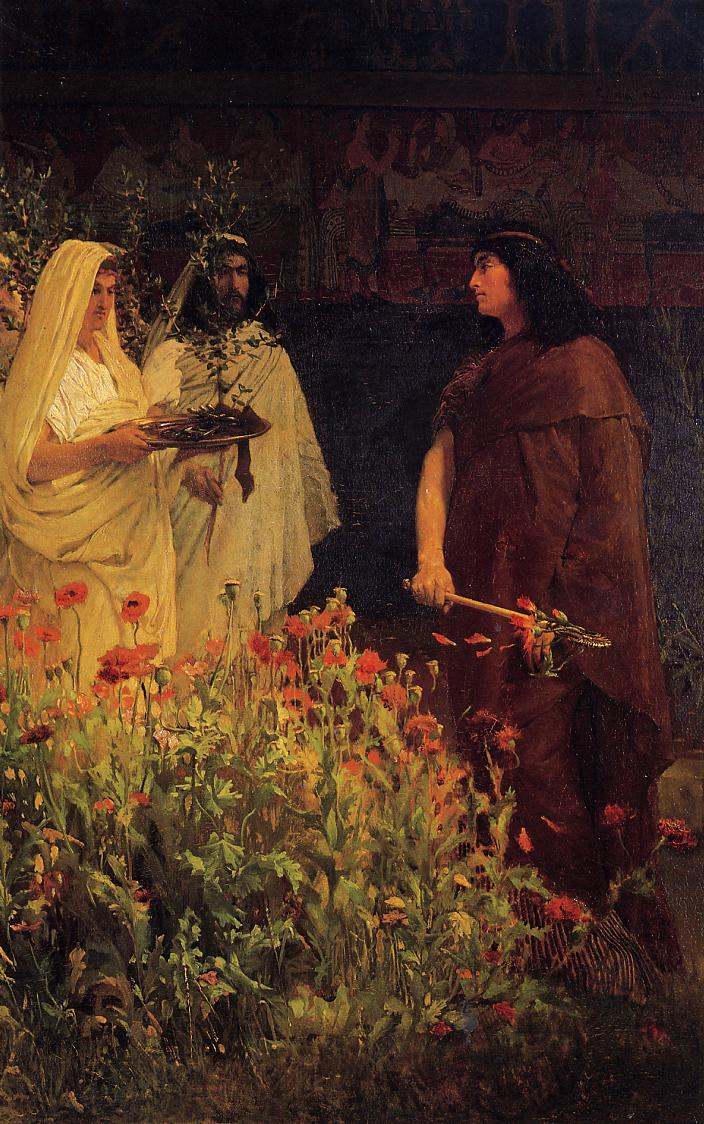
Tarkwiniusz Pyszny pędzla Lawrence’a Almy-Tademy

Nabył od Sybilli z Kume tzw. Księgi sybillińskie. Legenda mówi, że sama Sybilla zaoferowała królowi dziewięć ksiąg, mówiąc, że ten, kto prawidłowo zinterpretuje ich tekst, pozna przyszłość. Tarkwiniusz odpowiedział, że cena za księgi jest zbyt wysoka, wtedy Sybilla zniszczyła trzy z nich i zażądała za resztę tej samej ceny. Tarkwiniusz znowu odmówił zakupu, a Sybilla zniszczyła kolejne trzy i powtórzyła tę samą cenę. Król kupił wreszcie trzy księgi za cenę, za którą ofiarowano mu dziewięć ksiąg. Księgi te przechowywano w specjalnie wybudowanej świątyni i można było z nich korzystać jedynie w chwilach największego zagrożenia dla Rzymu.
Tarkwiniusz Pyszny był władcą despotycznym. Miał dwóch okrutnych synów, a jednego z nich podobno szykował na swojego następcę – tym samym zrywając z tradycją, że kolejnych królów wybierają sami Rzymianie. Jeden z synów, Sekstus Tarkwiniusz, goszcząc w domu krewniaka Lucjusza Tarkwiniusza Kollatyna zgwałcił jego żonę Lukrecję. Lukrecja, powszechnie uważana za cnotliwą, nie mogąc znieść hańby popełniła samobójstwo – przeszywając swoją pierś sztyletem. Śmierć Lukrecji była bezpośrednią przyczyną wybuchu powstania pod wodzą Lucjusza Juniusza Brutusa. Tarkwiniusz Pyszny został wypędzony z Rzymu, a monarchia obalona – Rzym stał się republiką. Tarkwiniusz chcąc powrócić do Rzymu, zastał bramy miasta przed sobą zamknięte. Rzymianie, a dokładnie comitia centuriata wybrało Brutusa i Kollatyna na pierwszych konsulów.
Tarkwiniusz schronił się u króla etruskiego Larsa Porsenny i snuł plany powrotu na tron. W Rzymie wciąż miał zwolenników, którzy przygotowywali jego powrót. Między nimi byli podobno nawet dwaj synowie Brutusa – Tytus i Tyberiusz. Spisek jednak odkryto, a wszystkich spiskowców bez wyjątku ubiczowano na śmierć. Cały majątek byłego władcy, tzn. pola podmiejskie, zostały poświęcone bogu Marsowi i przeszły we władanie państwa – odtąd nazwane Polami Marsowymi. Tarkwiniusz, nie dając za wygraną, sprowadził na Rzym oddziały Etrusków. Miasto zdołało odeprzeć wroga, ale w jednej z bitew zginął konsul Brutus. Ostatnia próba odzyskania władzy wiąże się z Porsenną, którego armia zepchnęła Rzymian za Tyber, zająwszy wzgórze na prawym brzegu rzeki, późniejsze przedmieście Janikulum (miejsce, gdzie według tradycji ukrzyżowany został święty Piotr). Dzięki odwadze Horacjusza Koklesa i Mucjusza Scewoli Rzym obroniono.
Tarkwiniusz zmarł na wygnaniu w Kume w Kampanii w 496 p.n.e.
Do jego legendy nawiązuje opera Muzio Scevola, w której Tarkwiniusz jest jedną z postaci.